# ابوالحسن تهامی‌نژاد
ابوالحسن تهامی‌ (زادهٔ ۱۳ مرداد ۱۳۱۷، تهران) صداپیشه، گویندهٔ حرفه‌ای آنونس، مدیر دوبلاژ پیشکسوت و مترجم ایرانی است. وی گویندگی آنونس بسیاری از فیلم‌های سینمایی پیش و پس از انقلاب، نقش‌گویی، مدیریت دوبلاژ و ترجمهٔ دوبلاژ بسیاری از آثار مطرح سینمایی را در کارنامه هنری خود ثبت کرده است. وی یکی از برترین و قدیمی‌ترین گویندگان و محققان هنر دوبلاژ در ایران است.

## زندگی
ابوالحسن تهامی با نام کامل ابوالحسن تهامی‌نژاد در ۱۳ مرداد سال ۱۳۱۷ در جنوب شرق تهران، محلهٔ آب‌منگل زاده شد. در مدرسهٔ دارالفنون و سپس در دانشسرای عالی به تحصیل زبان انگلیسی پرداخت. همزمان با ورود به دانشسرا، کار هنری خود را با تئاتر آغاز کرد. فتح‌الله والا، مدیر وقت تئاتر تهران مصمم بود تا راه جدیدی را در تئاتر ایران بگشاید بنابراین از طریق انتشار آگهی، امتحان ورودی برگزار کرد. در این امتحان تهامی با اجرای شعر و دکلمه، والا را بسیار شگفت‌زده کرد. تهامی خود می‌گوید: «به همراه چنگیز جلیلوند که او نیز در این آزمون شرکت کرده‌بود نمرهٔ بالایی (۱۹٫۵) کسب کرده و با اختلاف، در صدر پذیرفته‌شدگان بودیم.»
در سال ۱۳۳۷ از طریق نصرت‌الله وحدت، این‌بار نیز به همراه چنگیز جلیلوند، به مسئولان استودیو آژیرفیلم معرفی شد. تهامی و جلیلوند اولین کار دوبلهٔ خود را در فیلمی هندی به نام کلوپ شبانه به مدیریت دوبلاژ هوشنگ مرادی، در همین استودیو تجربه کردند. چندی نپایید که مدیریت دوبلاژ را نیز بر عهده گرفت. اولین فیلمی که مدیریت دوبلاژ آن را به عهده داشت، فیلم ایرانی تپهٔ عشق به کارگردانی ساموئل خاچیکیان بود. در همان سال‌های ابتدایی با دوبلهٔ فیلم رومئو و ژولیت به کارگردانی جرج کیوکر به عنوان مدیر دوبلاژ شاخص شناخته شد.
تهامی در سال‌های دههٔ چهل، در فیلم‌های موزیکال اشک‌ها و لبخندها و بانوی زیبای من، هر دو به مدیریت دوبلاژ علی کسمایی، به‌ترتیب به‌جای کریستوفر پلامر و رکس هریسون و نیز در فیلم معما به‌جای کری گرانت گویندگی کرده است.
او به‌جای بازیگرانی چون کری گرانت (بابا غاز، چمن همسایه سبزتر است)، دیوید نیون (۵۵ روز در پکن، کازینو رویال)، ویتوریو دسیکا (کفش‌های ماهیگیر، وداع با اسلحه)، جوزف کاتن (آخرین غروب)، هنری فوندا (به من می‌گویند هیچ‌کس)، داگلاس ویلمر (ال سید)، ادموند اوبرایان (پرنده‌باز آلکاتراز)، جک پالانس (حرفه‌ای‌ها)، والتر ماتائو (خداحافظ چارلی)، الک گینس (دکتر ژیواگو)، جیمز استوارت (سرگیجه - دوبله دوم)، پیتر اوتول (شب ژنرال‌ها)، سانجیو کومار (شعله)، رکس هریسون (ظرف عسل) و… حرف زده است و همچنین گویندهٔ تیپ روستایی لاندو بوتسانکا بوده است. او همچنین در فیلم سلطان کمدی به جای جری لوئیس صحبت کرده است.
فیلم‌هایی مانند خداحافظ چارلی، دکتر فاستوس، شیر در زمستان، چه کسی از ویرجینیا وولف می‌ترسد؟، ظرف عسل، راکی، معما، بانی و کلاید، رام کردن زن سرکش، لوک خوش‌دست، مری پاپینز، رومئو و ژولیت، این گروه خشن، حرفه‌ای‌ها، برادران کارامازوف، کفش‌های ماهیگیر، تعقیب، سرود کیبل هوگ، این فرار مرگبار، بابا غاز، شب ایگوانا، هملت و… نمونه‌هایی از کارهای تهامی در زمینهٔ مدیریت دوبلاژ است.
وی گویندگی متن فیلم و همین‌طور گویندگی آنونس بسیاری از فیلم‌های سینمایی پیش و پس از انقلاب را بر عهده داشته و برای نخستین‌بار گویندگی آنونس را به‌طور هنری و حرفه‌ای، با ادبیات ویژه مرسوم کرد.
وی بعد از انقلاب به استرالیا مهاجرت کرد ولی بعد به ایران بازگشت و فعالیت‌اش را از سر گرفت.
وی مسلط به زبان انگلیسی و مترجم بسیاری از فیلم‌ها بوده است. همچنین ترجمه‌های تهامی از نمایشنامه‌های ویلیام شکسپیر منتشر شده است.
او به‌عنوان روزنامه‌نگار و منتقد، اولین کسی بود که نقد دوبلهٔ فیلم را به‌صورت جدی در مطبوعات (ماهنامه سینمایی فیلم) آغاز کرد. وی همچنین نویسندهٔ کتاب چگونه فیلم دوبله کنیم است.
تهامی داماد سیمین بهبهانی، شاعر معاصر ایرانی است. همسر وی، امید ملاک بهبهانی، پژوهشگر فرهنگ و زبان‌های باستانی ایران است.
ابوالحسن تهامی در سال ۱۳۹۹ مقدمه‌ای بر کتاب روز دوبله نوشت.
ابوالحسن تهامی نخستین وعده دیدار که اولین فیلم دوبله شده به زبان فارسی است را مجدداً پس از ۷۵ سال دوبله کرده و به جای یکی از شخصیت‌های نقش اصلی گویندگی کرده است.

## آثار دوبله
| نقش                           | بازیگر          | فیلم                             | نکات                                                                                           |
| ----------------------------- | --------------- | -------------------------------- | ---------------------------------------------------------------------------------------------- |
| کاپیتان                       | کریستوفر پلامر  | اشک‌ها و لبخندها                  | آنونس: ابوالحسن تهامی، مدیر دوبلاژ: علی کسمایی                                                 |
| پروفسور هیگینز                | رکس هریسون      | بانوی زیبای من                   |                                                                                                |
| جری لنگفورد                   | جری لوئیس       | سلطان کمدی                       |                                                                                                |
| سرگرد الساندرو رینالدی        | ویتوریو دسیکا   | وداع با اسلحه                    |                                                                                                |
| برایان کرویکشنک               | کری گرانت       | معما                             |                                                                                                |
| جان رابی (گربه)               | کری گرانت       | گرفتن یک دزد                     |                                                                                                |
| پیشکار کهنسال                 | چارلی چاپلین    | کنتسی از هنگ کنگ                 |                                                                                                |
| آندره ژیواگو                  | الک گینس        | دکتر ژیواگو                      |                                                                                                |
| آقای بنکس                     | دیوید تاملینسون | مری پاپینز                       | مدیر دوبلاژ: ابوالحسن تهامی                                                                    |
| روسکو فریزر / مأمور استاینبرگ | ترنس هیل        | پرواز به میامی                   |                                                                                                |
| المؤتمن (حاکم ساراگوسا)       | داگلاس ویلمر    | ال سید                           | آنونس: ابوالحسن تهامی، مدیر دوبلاژ: محمدعلی زرندی                                              |
| اولیس                         | تونی تاچر       | هلن تروا                         | مدیر دوبلاژ: سعید شرافت                                                                        |
| ایوان کارامازوف               | ریچارد بیسهارت  | برادران کارامازوف                | مدیر دوبلاژ: ابوالحسن تهامی                                                                    |
| سانتیاگو                      | آنتونی کوئین    | پیرمرد و دریا                    |                                                                                                |
| نیکولاس روژمونت               | فرناند لدوکس    | نخستین وعده دیدار                | اولین فیلم دوبله شده به زبان فارسی، در سال ۱۴۰۰ به مدیریت دوبلاژ ابوالحسن تهامی دوبله مجدد شد. |
| رودولفو گوچی                  | جرمی آیرونز     | خاندان گوچی                      |                                                                                                |
| آلفرد جی پنی ورث              | جرمی آیرونز     | لیگ عدالت                        |                                                                                                |
| آلفرد جی پنی ورث              | جرمی آیرونز     | بتمن در برابر سوپرمن: طلوع عدالت |                                                                                                |
| دیوید اورتگا                  | مارک برنس       | بازگشت طولانی                    |                                                                                                |
| دکتر آلن گرانت                | سم نیل          | دنیای ژوراسیک: قلمرو             |                                                                                                |

### سایر کارهای دوبله
- بری مور (ماجراهای شرلوک هلمز شکارچی باسکرویل)
- کری گرانت (بابا غاز)
- رکس هریسون (ظرف عسل، دکتر دولیتل)
- سانجیو کومار (شعله)
- پیتر اوتول (شب ژنرال‌ها)
- آنتونی هاپکینز (شیر در زمستان)
- جوزف کاتن (آخرین غروب)
- جک پالانس (حرفه‌ای‌ها)
- امیلیو فرناندز (این گروه خشن)
- استروتر مارتین (این گروه خشن، حماسه گیبل هوک)
- دیوید وارنر (حماسه کیبل هوک)
- مایکل جی. پولارد (بانی و کلاید)
- ترنس هیل (دو پلیس زبل دوبله دوم).
- برت یانگ (راکی ۱٬۲٬۳٬۴٬۵٬۶)
- لی ماروین (روز بد در بلک راک)
- درک جاکوبی و بیلی کریستال (هملت)
- دیوید نیون (کازینو رؤیال)
- اکبر زنجانپور (روز دیدنی)
- چنگیز وثوقی (دام) + مدیر دوبلاژ
- کتاب روز دوبله

## مدیریت دوبلاژ
| فیلم | سال ساخت | کارگردان                                                             | استودیو      | گویندگان نقش‌های اصلی و مکمل |
| --- | -------- | -------------------------------------------------------------------- | ------------ | --- |
| رومئو و ژولیت (نخستین تجربهٔ شاخص در زمینهٔ مدیریت دوبلاژ)                                                                                                 | ۱۹۳۶     | جرج کیوکر                                                            | شهاب         | چنگیز جلیلوند (لسلی هاوارد) و مهین کسمایی (نورما شیرر) به همراه محمود نوربخش، خسرو شایگان، فهیمه راستکار |
| پیک‌نیک | ۱۹۵۵     | جاشوا لوگن                                                           | دماوند       | منوچهر اسماعیلی (ویلیام هولدن)، ژاله کاظمی (کیم نوواک) و رفعت هاشم‌پور (رزالیند راسل) به همراه ژاله علو، نجمی فروهی، جلال مقامی |
| کودک قهرمان | ۱۹۵۶     | اروینگ رپر                                                           | مهرگان‌فیلم   | زهره شکوفنده (میشل دِ کاروالیو) |
| وداع با اسلحه (دوبله سوم) | ۱۹۵۷     | چارلز ویدور                                                          | دماوند       | ایرج ناظریان (راک هادسون)، ژاله کاظمی (جنیفر جونز) و ابوالحسن تهامی (ویتوریو دسیکا) |
| قتل سفارشی | ۱۹۵۸     | آنتونی اسکویت                                                        | شهاب         | جلال مقامی (ادی آلبرت) |
| داستان اف‌بی‌آی | ۱۹۵۹     | مروین لیروی                                                          | شهاب         | منوچهر اسماعیلی (جیمز استوارت) و رفعت هاشم‌پور (ورا مایلز) |
| سلیمان و ملکهٔ سبا (دوبله دوم) | ۱۹۵۹     | کینگ ویدور                                                           |              | چنگیز جلیلوند (یول برینر) و ژاله کاظمی (جینا لولوبریجیدا) به همراه حسین عرفانی، مهین برزویی |
| کاروان اریگون | ۱۹۵۹     | جین فاولر جونیور                                                     | نپتون        | کنعان کیانی (فرد مک‌موری) به همراه تاجی احمدی |
| چمن همسایه سبزتر است | ۱۹۶۰     | استنلی دانن                                                          |              | ابوالحسن تهامی (کری گرانت)، منصوره کاتبی (دبورا کر)، ایرج ناظریان (رابرت میچام)، مهین کسمایی (جین سیمونز) |
| ارباب دنیا | ۱۹۶۱     | ویلیام ویتنی                                                         | دماوند       | ابوالحسن تهامی (وینسنت پرایس) به همراه ایرج ناظریان (چارلز برانسون)، مازیار بازیاران، زهره شکوفنده، عباس سلطانی |
| شاه شاهان (دوبله دوم) | ۱۹۶۱     | نیکلاس ری                                                            | دماوند       | چنگیز جلیلوند (جفری هانتر در نقش مسیح)، به همراه مهین کسمایی (مریم عذرا)، ژرژ پطرسی (پونتیوس پیلاطس)، پرویز ربیعی (لوسیوس)، آذر دانشی (کلودیا)، رفعت هاشم‌پور (هیرودیا)، ژاله کاظمی (مریم مجدلیه)، مینو غزنوی (سالومه)، شهاب عسگری (باراباس)، ناصر احمدی (یهودا)، حسین عرفانی (هیرودیس)، چنگیز جلیلوند (هِرود بزرگ) و حسین رحمانی (یحیی معمدان) |
| شورش در کشتی بونتی (دوبله اول) | ۱۹۶۲     | لوئیس مایلستون                                                       | دماوند       | منوچهر زمانی (مارلون براندو) |
| معما (دوبله اول) | ۱۹۶۳     | استنلی دانن                                                          | دماوند       | ابوالحسن تهامی (کری گرانت)، مهین کسمایی (آدری هپبورن) و اصغر افضلی (والتر ماتائو) |
| بابا غاز | ۱۹۶۴     | رالف نلسون                                                           | دماوند       | ابوالحسن تهامی (کری گرانت)، ایران بزرگمهر (لزلی کارون) و ایرج ناظریان (تروور هاوارد) |
| خداحافظ چارلی | ۱۹۶۴     | وینسنت مینه‌لی                                                        | دماوند       | تاجی احمدی (دبی رینولدز)، منصور غزنوی (تونی کرتیس)، (پت بون) و ابوالحسن تهامی (والتر ماتائو) |
| شب ایگوانا | ۱۹۶۴     | جان هیوستن                                                           | دماوند       | چنگیز جلیلوند (ریچارد برتون)، رفعت هاشم‌پور (آوا گاردنر)، شمسی فضل‌الهی (دبورا کر) و؟ (سو لاین) |
| مری پاپینز | ۱۹۶۴     | رابرت استیونسن                                                       | پلازا        | تاجی احمدی (جولی اندروز)، چنگیز جلیلوند (دیک ون دایک)، ابوالحسن تهامی (دیوید تاملینسون) و آذر دانشی (گلینیس جونز) |
| چنگیزخان (دوبله اول) | ۱۹۶۵     | هنری لوین                                                            | شهاب         | چنگیز جلیلوند (عمر شریف)، ایرج ناظریان (استیون بوید و رابرت مورلی)، (جیمز میسون)، پرویز بهرام (ایلای والاک)، تاجی احمدی (فرانسواز دورلیاک)، فرشید فرزان (تلی ساوالاس)، (ایوون میچل) |
| پنه‌لوپه | ۱۹۶۶     | آرتور هیلر                                                           | دماوند       | تاجی احمدی (ناتالی وود) و ابوالحسن تهامی (ایان بانن)، خسرو خسروشاهی (دیک شاون)، چنگیز جلیلوند (پیتر فالک)، فهیمه راستکار (لی‌لا کدرووا)، کنعان کیانی (لو جاکوبی)، (جاناتان وینترز) |
| تعقیب | ۱۹۶۶     | آرتور پن                                                             | دماوند       | چنگیز جلیلوند (مارلون براندو) و تاجی احمدی (جین فوندا)، جلال مقامی (رابرت ردفورد) به همراه فتح‌الله منوچهری، شهلا ناظریان، رفعت هاشم‌پور، مهین دیهیم، ناصر خاوری، محمدباقر توکلی و خسرو خسروشاهی |
| چه کسی از ویرجینیا وولف می‌ترسد؟ | ۱۹۶۶     | مایک نیکولز                                                          | دماوند       | ژاله کاظمی (الیزابت تیلور) و چنگیز جلیلوند (ریچارد برتون) به همراه جلال مقامی، بدری نوراللهی |
| حرفه‌ای‌ها | ۱۹۶۶     | ریچارد بروکس                                                         | دماوند       | چنگیز جلیلوند (برت لنکستر)، ایرج ناظریان (لی ماروین)، فتح‌الله منوچهری (رابرت رایان)، ابوالحسن تهامی (جک پالانس)، محمود نوربخش (رالف بلامی) و نیکو خردمند (کلودیا کاردیناله) |
| خشخاش هم گلی است (در ایران: گُل شیطان) | ۱۹۶۶     | ترنس یانگ، ژرژ لامپن                                                 | دماوند       | شهلا ناظریان (سنتا برگر)، چنگیز جلیلوند (استیون بوید و یول برینر)، مهین کسمایی (آنجی دیکینسون)، عزت‌الله مقبلی (هیو گریفیث)، احمد رسول‌زاده (جک هاوکینز)، رفعت هاشم‌پور (ریتا هیورث)، ایرج ناظریان (تروور هاوارد)، خسرو خسروشاهی (ترینی لوپز و عمر شریف)، منوچهر اسماعیلی (ای.جی. مارشال)، پورنگ بهارلو (مارچلو ماسترویانی)، منصور متین (آمدئو ناتزاری)، فرشید فرزان (آنتونی کوآیل)، ابوالحسن تهامی (گیلبرت رولاند)، مازیار بازیاران (هارولد ساکاتا) |
| راه برو، ندو | ۱۹۶۶     | چارلز والترز                                                         |              | ابوالحسن تهامی (کری گرانت) |
| فارنهایت ۴۵۱ | ۱۹۶۶     | فرانسوا تروفو                                                        | دماوند       | مهین کسمایی (جولی کریستی)، ژرژ پطرسی (اسکار ورنر) و منصور متین (سیریل کیوزاک) |
| بانی و کلاید | ۱۹۶۷     | آرتور پن                                                             | دماوند       | جلال مقامی (وارن بیتی) و رفعت هاشم‌پور (فی داناوی) به همراه ابوالحسن تهامی، فریدون دائمی، پروین نویدی |
| دکتر دولیتل | ۱۹۶۷     | ریچارد فلایشر                                                        | دماوند       | ابوالحسن تهامی (رکس هریسون) و مهین کسمایی (سامانتا اگار) |
| دکتر فاستوس | ۱۹۶۷     | ریچارد برتون                                                         | دماوند       | چنگیز جلیلوند (ریچارد برتون) و؟ (الیزابت تیلور) |
| رام کردن زن سرکش | ۱۹۶۷     | فرانکو زفیرلی                                                        | دماوند       | چنگیز جلیلوند (ریچارد برتون) و مهین کسمایی (الیزابت تیلور) به همراه ابوالحسن تهامی، احمد رسول‌زاده، پرویز فیروزکار، جواد پزشکیان و خسرو خسروشاهی |
| شب ژنرال‌ها | ۱۹۶۷     | آناتول لیتواک                                                        | دماوند       | ابوالحسن تهامی (پیتر اوتول)، جلال مقامی (عمر شریف)، خسرو خسروشاهی (تام کورتنی)، پرویز بهادر (دانلد پلیزنس)، (جوآنا پتت) و فتح‌الله منوچهری (فیلیپ نوآره) |
| ظرف عسل | ۱۹۶۷     | جوزف ال. منکیه‌ویچ                                                    | دماوند       | ابوالحسن تهامی (رکس هریسون)، رفعت هاشم‌پور (سوزان هیوارد)، جلال مقامی (کلیف رابرتسون)، مهین کسمایی (کاپوسین)، بدری نوراللهی (ادی آدامز) و ژاله کاظمی (مگی اسمیت) |
| کازینو رویال | ۱۹۶۷     | کن هیوز، جان هیوستون، جوزف مک‌گراث، رابرت پریش، وال گست و ریچارد تلمج | دماوند       | چنگیز جلیلوند (پیتر سلرز و پیتر اوتول)، رفعت هاشم‌پور (اورسولا اندرس)، ابوالحسن تهامی (دیوید نیون)، ناصر خاوری (وودی آلن)، شهلا ناظریان (جوآنا پتت)، احمد رسول‌زاده (اورسون ولز و جان هیوستون)، تاجی احمدی (دبورا کر و ژاکلین بیسه)، ایرج ناظریان (ویلیام هولدن)، جلال مقامی (ژان‌پل بلموندو) |
| کتاب جنگل (انیمیشن والت دیزنی) | ۱۹۶۷     | ولفگانگ رایترمن                                                      | دماوند       | ناهید امیریان (موگلی)، احمد رسول‌زاده (باگیلا)، صادق ماهرو (بالو)، ابوالحسن تهامی (سلطان لوئی و کا)، فتح‌الله منوچهری (شیرخان)، حسین عرفانی (کلنل هاتی) |
| کمدین‌ها | ۱۹۶۷     | پیتر گلنویل                                                          | دماوند       | ریچارد برتون، الیزابت تیلور، الک گینس و پیتر اوستینوف |
| کنتسی از هنگ‌کنگ | ۱۹۶۷     | چارلی چاپلین                                                         | دماوند       | چنگیز جلیلوند (مارلون براندو) و رفعت هاشم‌پور (سوفیا لورن) به همراه منصور متین، نجمی فروهی، ابوالحسن تهامی و سیمین سرکوب |
| لوک خوش‌دست (در ایران: فرار از زندان) | ۱۹۶۷     | استوارت روزنبرگ                                                      | دماوند       | چنگیز جلیلوند (پل نیومن) به همراه ایرج ناظریان، پروین نویدی، ایرج رضایی |
| میلی کاملاً مدرن (در ایران: دختر خیلی متجدد) | ۱۹۶۷     | جرج روی هیل                                                          | دماوند       | ژاله کاظمی (جولی اندروز)، شهلا ناظریان (مری تایلر مور)، (کارول چانینگ) و منصور غزنوی (جیمز فاکس) |
| رومئو و ژولیت | ۱۹۶۸     | فرانکو زفیرلی                                                        | دماوند       | فریبرز دوستدار (لئونارد وایتینگ در نقش رومئو) و زهره شکوفنده (الیویا هاسی در نقش ژولیت) به همراه پرویز ربیعی (پدر روحانی)، جلال مقامی (تیبالت)، ابوالحسن تهامی (مرکوتیو)، بدری نوراللهی (دایه)، ژاله کاظمی (لیدی کپیولت) |
| شیر در زمستان | ۱۹۶۸     | آنتونی هاروی                                                         | دماوند       | چنگیز جلیلوند (پیتر اوتول) و فهیمه راستکار (کاترین هپبورن) به همراه ژاله کاظمی، خسرو خسروشاهی، کنعان کیانی، ابوالحسن تهامی، مهدی آژیر |
| کفش‌های ماهیگیر | ۱۹۶۸     | مایکل اندرسون                                                        | دماوند       | منوچهر اسماعیلی (آنتونی کوئین)، سعید مظفری (اسکار ورنر)، (دیوید جانسن)، ابوالحسن تهامی (ویتوریو دسیکا)، احمد رسول‌زاده (لئو مک‌کرن)، محمدباقر توکلی (جان گیلگد)، شهلا ناظریان (باربارا جفورد)، (رزماری دکستر) و ایرج ناظریان (لارنس الیویه) |
| این گروه خشن | ۱۹۶۹     | سام پکین‌پا                                                           | شهاب         | ایرج ناظریان (ویلیام هولدن)، مازیار بازیاران (ارنست بورگناین)، فرشید فرزان (رابرت رایان)، عزت‌الله مقبلی (ادموند اوبرایان)، صادق ماهرو (وارن اوتس)، خسرو خسروشاهی (خایمه سانچز) و عباس سلطانی (بن جانسون) |
| برادران کارامازوف | ۱۹۶۹     | ایوان پیریف، کیریل لاورف                                             | دماوند       | منوچهر اسماعیلی (دیمتری)، ژاله کاظمی (گروشنکا)، ابوالحسن تهامی (ایوان)، خسرو خسروشاهی (آلیوشا)، احمد رسول‌زاده (کارامازوف پیر)، فهیمه راستکار (کاترینا) |
| باشگاه اجتماعی شاین (دو کابوی از شاین) | ۱۹۷۰     | جین کلی                                                              | دماوند       | منوچهر زمانی (جیمز استوارت)، ایرج ناظریان (هنری فوندا) و ژاله کاظمی (شرلی جونز) |
| حماسهٔ کیبل هوگ | ۱۹۷۰     | سام پکین‌پا                                                           | دماوند       | چنگیز جلیلوند (جیسون روباردز)، ژاله کاظمی (استلا استیونس) و ابوالحسن تهامی (دیوید وارنر) |
| تابستان ۴۲ | ۱۹۷۱     | رابرت مالیگان                                                        | دماوند       | جنیفر اونیل، گاری گریمز، جری هاوسر، الیور کونانت |
| تلهٔ مرگبار (در ایران: خانهٔ زیر درختان) | ۱۹۷۱     | رنه کلمان                                                            | دماوند       | ژاله کاظمی (فی داناوی) و سعید مظفری (فرانک لانگلا) |
| واسطه | ۱۹۷۱     | جوزف لوزی                                                            | دماوند       | ژاله کاظمی (جولی کریستی) و ابوالحسن تهامی (آلن بیتس) به همراه مهین بزرگی، احمد رسول‌زاده |
| گریز (در ایران: این فرار مرگبار) | ۱۹۷۲     | سام پکین‌پا                                                           | دماوند       | منوچهر زمانی (استیو مک‌کوئین) و ژاله کاظمی (الی مک‌گراو) به همراه فرشید فرزان (بن جانسون)، ایرج ناظریان (آل لتیری)، فرخنده فرزان (سالی استروتهرس) |
| به من میگن هیچ‌کس (دوبله اول) | ۱۹۷۳     | تونینو والری، سرجو لئونه                                             | دماوند       | ابوالحسن تهامی (هنری فوندا)، چنگیز جلیلوند (ترنس هیل) |
| بازگشت طولانی | ۱۹۷۵     | پدرو لاثاگا                                                          | دماوند       | ابوالحسن تهامی (مارک برنس) و زهره شکوفنده (لین فردریک) |
| کلک | ۱۹۷۵     | رابرت آلدریچ                                                         | دماوند       | چنگیز جلیلوند (برت رینولدز) و ژاله کاظمی (کاترین دنوو) |
| راکی | ۱۹۷۶     | جان جی. آویلدسن                                                      | راما         | چنگیز جلیلوند (سیلوستر استالونه) و شهلا ناظریان (تالیا شایر)، حسین رحمانی (برت یانگ)، ژرژ پطرسی (کارل ویترز)، ابوالحسن تهامی (بورگس مریدیت) |
| گذرگاه کاساندرا (دوبله اول) | ۱۹۷۶     | جرج پی کوزماتوس                                                      | دماوند       | ژاله کاظمی (سوفیا لورن)، ایرج ناظریان (ریچارد هریس)، امیرهوشنگ قطعه‌ای (مارتین شین)، ابوالحسن تهامی (او.جی. سیمپسون)، محمد بهره‌مندی (لایونل استندر)، فهیمه راستکار (اینگرید تولین)، محمدباقر توکلی (لی استراسبرگ) و چنگیز جلیلوند (برت لنکستر)، نیکو خردمند (آوا گاردنر) |
| حیوان | ۱۹۷۷     | کلود زیدی                                                            | دماوند       | منوچهر زمانی (ژان‌پل بلموندو) و ژاله کاظمی (راکوئل ولش) |
| پیشگویی‌های نوستراداموس | ۱۹۷۹     | کرک الکساندر                                                         | موسسه        | تنها دوبله |
| هولوکاست ۲۰۰۰ | ۱۹۷۷     | آلبرتو د مارتینو                                                     |              | چنگیز جلیلوند (کرک داگلاس)، شکوه زارعی (آگوستینا بلی)، ژرژ پطرسی (سایمون وارد) و پرویز ربیعی (رومولو والی) |
| این تماس جادویی |          |                                                                      |              | |
| نبرد دلیران |          |                                                                      | مهرگان‌فیلم   | چنگیز جلیلوند |
| مجموعه فیلم‌های لاندو بوزانکا (فریب‌خورده و رها شده، مرد دو زنه، کنیز من، عقدهٔ حقارت، داداش کوچیکهٔ جیمز باند، سیسیلی آشوبگر، پیشخدمت، عملیات سن پیترو، و…) |          |                                                                      |              | ابوالحسن تهامی (لاندو بوزانکا) |
| رودخانهٔ نقره‌ای | ۱۹۴۸     | رائول والش                                                           | مؤسسه قرن ۲۱ | ابوالحسن تهامی (ارول فلین) و ژاله کاظمی (آن شرایدن) به همراه مازیار بازیاران، ناصر ممدوح |
| ماجرای نیمروز (دوبله سوم) | ۱۹۵۲     | فرد زینه‌مان                                                          | مؤسسه قرن ۲۱ | ناصر طهماسب (گری کوپر) و مریم شیرزاد (گریس کلی) به همراه بهرام زاهدی، منوچهر والی‌زاده، ژاله کاظمی، ابوالحسن تهامی |
| پنجرهٔ رو به حیاط (دوبله دوم) | ۱۹۵۴     | آلفرد هیچکاک                                                         | مؤسسه قرن ۲۱ | ناصر طهماسب (جیمز استوارت)، مریم شیرزاد (گریس کلی)، ابوالحسن تهامی (وندل کوری)، فهیمه راستکار (تلما ریتر) و خسرو شمشیرگران (ریموند بر) |
| دستگیری یک دزد (دوبله سوم) | ۱۹۵۵     | آلفرد هیچکاک                                                         | مؤسسه قرن ۲۱ | ابوالحسن تهامی (کری گرانت) و گریس کلی |
| سرگیجه (دوبله دوم) | ۱۹۵۸     | آلفرد هیچکاک                                                         | مؤسسه قرن ۲۱ | ابوالحسن تهامی (جیمز استوارت) و زهره شکوفنده (کیم نوواک) |
| دو پلیس زبل (دوبله دوم) | ۱۹۷۷     | انزو باربونی                                                         | مؤسسه قرن ۲۱ | ایرج دوستدار (باد اسپنسر) و ابوالحسن تهامی (ترنس هیل) |
| هملت | ۱۹۹۶     | کنت برانا                                                            | مؤسسه قرن ۲۱ | چنگیز جلیلوند (کنت برانا)، زهره شکوفنده (جولی کریستی)، ابوالحسن تهامی (درک جاکوبی)، جلال مقامی (رابین ویلیامز)، مینو غزنوی (کیت وینسلت) |
| کیت و لئوپولد | ۲۰۰۱     | جیمز منگولد                                                          | مؤسسه قرن ۲۱ | زهره شکوفنده (مگ رایان) و چنگیز جلیلوند (هیو جکمن) |
| نخستین وعده دیدار | ۱۹۴۱     | هنری دکوئن                                                           | کوالیما      | مدیر دوبلاژ: ابوالحسن تهامی نژاد |

| فیلم                                          | سال ساخت | کارگردان                   | استودیو    | گویندگان نقش‌های اصلی و مکمل |
| --------------------------------------------- | -------- | -------------------------- | ---------- | --- |
| تپه عشق (نخستین تجربه در زمینهٔ مدیریت دوبلاژ) | ۱۳۳۸     | ساموئل خاچیکیان            | آژیر فیلم  | کنعان کیانی (ویگن) |
| تجاوز                                         | ۱۳۴۹     | حمید مصداقی                |            | |
| داش‌آکل                                        | ۱۳۵۰     | مسعود کیمیایی              | راما       | منوچهر اسماعیلی (بهروز وثوقی) به همراه حسین عرفانی (بهمن مفید)، کنعان کیانی (کنعان کیانی)، ژاله کاظمی (شهرزاد)، ژاله علو (ژاله علو) و محمدباقر توکلی (محمدتقی کهنمویی)                                                                         |
| بی‌تا                                          | ۱۳۵۱     | هژیر داریوش                | راما       | زهره شکوفنده (گوگوش) و عزت‌الله انتظامی (عزت‌الله انتظامی) به همراه نجمی فروهی (پروانه معصومی)، بدری نوراللهی (مهری رحمانی)، سیمین سرکوب (مهین شهابی)، خسرو خسروشاهی (سنا ضیائیان)، پرویز ربیعی (اکبر زنجانپور)                                  |
| رگبار                                         | ۱۳۵۱     | بهرام بیضایی               | مهرگان‌فیلم | منوچهر اسماعیلی (پرویز فنی‌زاده)، ژاله کاظمی (پروانه معصومی)، حسین عرفانی (منوچهر فرید) و احمد رسول‌زاده (محمدعلی کشاورز) به همراه ابوالحسن تهامی (جمشید لایق)، مهین بزرگی (رقیه چهره‌آزاد)، سیمین سرکوب (مهری ودادیان)، ایرج سنجری (عباس دسترنج) |
| ستارخان                                       | ۱۳۵۱     | علی حاتمی                  |            | منوچهر اسماعیلی (علی نصیریان)، چنگیز جلیلوند (عزت‌الله انتظامی)، ایرج ناظریان (عنایت بخشی) و منوچهر زمانی (پرویز صیاد) |
| خروس                                          | ۱۳۵۲     | شاپور قریب                 |            | ایرج ناظریان (سعید راد)، چنگیز جلیلوند (داوود رشیدی)، نیکو خردمند (ایرن)، زهره شکوفنده (سپیده) و ابوالحسن تهامی (منوچهر احمدی) |
| شیر خفته                                      | ۱۳۵۵     | محمود کوشان                |            | ایرج ناظریان (عزت‌الله انتظامی)، حسین عرفانی (منوچهر فرید)، جلال مقامی (همایون اشکان)، ابوالحسن تهامی (ایوان دسنی)، زهره شکوفنده (آرام)، ژاله کاظمی (گیلا وایتر هاوزن)                                                                          |
| امشب اشکی می‌ریزد                              | ۱۳۵۷     | منوچهر مصیری               | راما       | جلال مقامی (فرامرز قریبیان)، شهلا ناظریان و شکوه زارعی (آیلین ویگن)، سعید مظفری (فرامرز صدیقی)، احمد رسول‌زاده (رفیع حالتی) |
| سرزمین من و نقابداران (مجموعه تلویزیونی)      | ۱۳۷۳     | مرتضی جعفری                | جام‌جم      | |
| ماه مهربان                                    | ۱۳۷۴     | قاسم جعفری                 |            | |
| ماه‌پیشونی                                     | ۱۳۷۴     | جواد ارشاد و علی‌اکبر کوهکی |            | شهلا ناظریان، حسین عرفانی، شهاب عسگری، معصومه آقاجانی، اصغر افضلی، مژگان عظیمی (دوبلور)، محمد عبادی، اکبر منانی، ژاله کاظمی، مریم شیرزاد، محمد یاراحمدی، ناصر خاوری، افسانه پوستی و میترا توکلی                                                |
| طالع سعد                                      | ۱۳۷۴     | مهستی بدیعی                |            | |
| دام                                           | ۱۳۷۴     | جلال مهربان                |            | |
| جهنم سبز                                      | ۱۳۷۴     | اسماعیل براری              |            | |
| بالاتر از خطر                                 | ۱۳۷۵     | سعید عالم‌زاده              |            | |
| عشق بدون مرز                                  | ۱۳۷۷     | پوران درخشنده              |            | |
| آخرین تک‌سوار                                  | ۱۳۷۷     | سیدمحمد سیف‌زاده            |            | |

## ترجمه
- ترجمه:
- «هملت» (نمایشنامه)، ویلیام شکسپیر، انتشارات نگاه

«جولیوس قیصر» (نمایشنامه)، ویلیام شکسپیر، انتشارات نگاه
- «هنری پنجم» (نمایشنامه)، ویلیام شکسپیر، انتشارات نگاه
- «تاجر ونیزی» (نمایشنامه)، ویلیام شکسپیر، انتشارات نگاه
- «رومئو و ژولیت» (نمایشنامه)، ویلیام شکسپیر، انتشارات نگاه
- «مکبث» (نمایشنامه)، ویلیام شکسپیر، انتشارات نگاه
- «بادبزن لیدی ویندرمیر» (نمایشنامه)، اسکار وایلد، انتشارات نگاه
- «زن بی‌اهمیت» (نمایشنامه)، اسکار وایلد، انتشارات نگاه
- «شوهر دلخواه» (نمایشنامه)، اسکار وایلد، انتشارات نگاه
- «اهمیت ارنست بودن» (نمایشنامه)، اسکار وایلد، انتشارات نگاه
- «سالومه» (نمایشنامه)، اسکار وایلد، انتشارات نگاه
- «تصویر دوریان گری» (رمان)، اسکار وایلد، انتشارات نگاه
- «ماهیگیر و روحش» (داستان کوتاه)، اسکار وایلد، انتشارات نگاه
- «پنجرهٔ رو به حیاط» (فیلمنامه)، آلفرد هیچکاک، انتشارات بندهش
- «بیمار روانی» (فیلمنامه)، آلفرد هیچکاک، انتشارات بندهش
- «ماجرای نیمروز» (فیلمنامه)، فرد زینه‌مان، انتشارات بندهش
- «پیانیست» (فیلمنامه)، رومن پولانسکی، انتشارات بندهش
- «بررسی ادبیات مانوی در متن‌های پارتی و پارسی میانه»، مری بویس، (با همکاری امید بهبهانی در ترجمه)، انتشارات بندهش
- «فهرست واژگان ادبیات مانوی در متن‌های پارسی میانه و پارتی»، مری بویس، همراه با واژه‌نمای وارونه از رونالد تسوان‌تسیگر، (با همکاری امید بهبهانی در ترجمه)، انتشارات بندهش
- «آیین زرتشت: کهن روزگار و قدرت ماندگارش»، مری بویس، انتشارات بندهش
- «زندگی کوروش»، گزنفون، انتشارات نگاه
- «شور زندگی» (دربارهٔ زندگی ونسان ون گوگ)، ایروینگ استون، انتشارات نگاه
- «جسارت امید» (زندگینامه)، باراک اوباما، انتشارات نگاه
- «۱۰۰ رهبر اثرگذار تاریخ» (راهنمای بریتانیکا در معرفی تاثیرگذارترین شخصیت‌های تاریخ)، به کوشش ایمی مکنا، انتشارات معین
- «شهرهای سرافراز تاریخ»، نوشتهٔ چهل نویسنده نامدار جهان با ویراستاری جان جولیوس نورویچ، انتشارات معین
- «جهان در ۱۰۰ سال آینده»، جورج فریدمن، انتشارات فرزان
- «نشانه‌های تمدن در مریخ»، برایان کرولی و جیمز هرتاک، انتشارات مینوی
- «شکوه پاسارگاد»، فرزین رضاییان، انتشارات فرزین رضاییان
- «میراث جهانی ایران»، فرزین رضاییان، انتشارات فرزین رضاییان
- «پنج هزار سال مهندسی ایرانی»، فرزین رضائیان و جهانبخش مهربخش، انتشارات فرزین رضاییان
- تألیف:
- مقدمه‌ای بر «رستم و سهراب»، ابوالقاسم فردوسی، انتشارات: فرهنگ نشر نو
- «چگونه فیلم دوبله کنیم»، انتشارات نگاه
- نقد:
- نقد دوبله «استرالیا»، ماهنامهٔ سینمایی فیلم
- نقد دوبله «الیزابت»، ماهنامهٔ سینمایی فیلم
- نقد دوبله «بهشت بر فراز آسمان برلین»، ماهنامهٔ سینمایی فیلم
- نقد دوبله «پالپ‌فیکشن»، ماهنامهٔ سینمایی فیلم
- نقد دوبله «تایتانیک»، ماهنامهٔ سینمایی فیلم
- نقد دوبله «زوربای یونانی»، ماهنامهٔ سینمایی فیلم
- نقد دوبله «ساعت‌ها»، ماهنامهٔ سینمایی فیلم
- نقد دوبله «سرگیجه»، ماهنامهٔ سینمایی فیلم
- نقد دوبله «شبکه»، ماهنامهٔ سینمایی فیلم
- نقد دوبله «قاتلین پیرزن»، ماهنامهٔ سینمایی فیلم
- نقد دوبله «مردی برای تمام فصول»، ماهنامهٔ سینمایی فیلم
- نقد دوبله «نقشهٔ پرواز»، ماهنامهٔ سینمایی فیلم
- نقد دوبله «هملت»، ماهنامهٔ سینمایی فیلم

## نمونه ترجمه
پاره‌ای از ترجمه تهامی در نمایش‌نامه «هنری پنجم»:
… تا زمانی که سربازان من زیر فرمان من‌اند،
تا زمانی که نسیم مطبوع و ملایمِ ملاطفت
ابرهای کثیف و مسموم جنایت، چپاول، و نامردمی را از آسمان می‌پراکنند،
بر شهر و بر مردمان‌تان ترحم کنید.
وگرنه ـ لحظه‌ای دیگر نیک بنگرید و ببینید
سربازان کوردل و خون‌گرفته با کژدستی
قفل دختران هراسان و فریادکش‌تان را می‌شکنند:
پدران‌سیمین‌مویتان را کشیده می‌برند
و سَرِ بس گرامی‌شان را بر دیوارها می‌کوبند؛
نوزادان‌تان برهنه به سیخ کشیده و کباب می‌شوند.

## نمونه گویندگی آنونس[۴]
کلئوپاترا (به مدیریت دوبلاژ احمد رسول زاده)
طولانی‌ترین روز (به مدیریت دوبلاژ عطاءالله کاملی)
زیر آسمان شهر به کارگردانی مهران غفوریان (گوینده تیتراژ)
بن هور (به مدیریت دوبلاژ احمد رسول زاده)
گربه زیر شیروانی داغ (به مدیریت دوبلاژ خسرو خسروشاهی)
رولز رویس زرد (به مدیریت دوبلاژ احمد رسول زاده)
رومئو و ژولیت (به مدیریت دوبلاژ ابوالحسن تهامی نژاد)
این گروه خشن (به مدیریت دوبلاژ ابوالحسن تهامی نژاد)
دادگاه نورنبرگ (به مدیریت دوبلاژ علی کسمایی)
برادران کارامازوف (به مدیریت دوبلاژ ابوالحسن تهامی نژاد)
دکتر فاستوس (به مدیریت دوبلاژ ابوالحسن تهامی نژاد)
تهامی همچنین گوینده تیزر فیلم‌های غیرایرانی منتشر شده توسط مؤسسه نمایش خانگی تصویر دنیای هنر بوده است.

## آثار صوتی
کارگردان آلبوم صوتی بیژن و منیژه
کارگردان کتاب صوتی رستم و سهراب
تهامی: «در همه سال‌های زندگی، شاهنامه محبوب‌ترین کتاب من بوده است».